# Raimund Discher
Raimund Discher (* 29. August 1923; † März 1968 in oder nahe Huế, Vietnam) war ein deutscher Mediziner.

## Werdegang
Discher studierte bis 1957 Medizin an der Universität Freiburg und legte die Facharztprüfung für innere Medizin ab. 1962 folgte er dem Freiburger Pädiatrieprofessor Horst-Günther Krainick im Rahmen eines Bildungshilfeprogramms der deutschen Bundesregierung an die kurz zuvor gegründete Medizinische Fakultät der Universität der südvietnamesischen Stadt Huế.
Während der Tet-Offensive des Vietcong und der Eroberung der Stadt wurde Discher am 5. Februar 1968 zusammen mit Krainick, dessen Frau Elisabeth und dem Arzt Alois Alteköster entführt. Alle Bemühungen, unter anderem des Caritas-Präsidenten Georg Hüssler, um die Vermissten blieben erfolglos. Am 3. April 1968 teilte die Deutsche Botschaft in Saigon mit, die Leichen der vier Deutschen seien in einem Massengrab gefunden worden. Als Todesursache wurden Genick- und Kopfschüsse angegeben. Am 18. April 1968 wurde Discher zusammen mit dem Ehepaar Krainick in Freiburg beigesetzt. Ihr Schicksal wird in mehreren wissenschaftlichen Büchern zur Geschichte der Tet-Offensive dargelegt.

## Ehrungen
- 1968: Verdienstkreuz 1. Klasse der Bundesrepublik Deutschland. (Der Orden wurde postum – als Reaktion auf die Ermordung – verliehen und den Angehörigen bei der Trauerfeier überreicht.)[4]